# Sous la robe rouge (film, 1923)
Pour les articles homonymes, voir Sous la robe rouge.
Pour plus de détails, voir Fiche technique et Distribution.

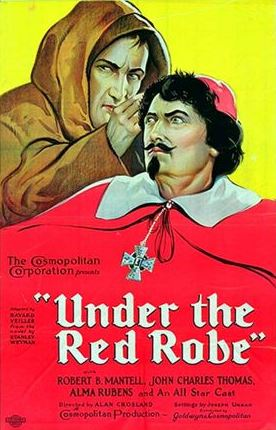
Affiche du film

Sous la robe rouge (Under the Red Robe) est un film muet américain historique réalisé par Alan Crosland et sorti en 1923. 
Il a fait l'objet d'un remake en 1937 sous le même titre, réalisé par Victor Sjöström.

## Synopsis
L'action se déroule en France au XVIIe siècle sous le règle de Louis XIII. Le Cardinal de Richelieu demande à un jeune homme de capturer un de ses ennemis, mais il tombe amoureux de la sœur de celui-ci.

## Fiche technique
- Titre : Sous la robe rouge
- Titre original : Under the Red Robe
- Réalisation : Alan Crosland
- Scénario : Bayard Veiller d'après le roman de 1894 Under the Red Robe de Stanley J. Weyman
- Production : Cosmopolitan Productions
- Distributeur : Goldwyn Pictures
- Photographie : Gilbert Warrenton, Harold Wenstrom
- Musique : William Frederick Peters
- Durée : 100 minutes (10 bobines[1])
- Date de sortie : 12 novembre 1923 (New York)[2]

## Distribution
- Robert B. Mantell : Cardinal Richelieu
- Alma Rubens : Renee de Cocheforet
- Otto Kruger : Henri de Cocheforet
- John Charles Thomas : Gil De Berault
- William Powell : Duc d'Orleans
- Ian Maclaren : Louis XIII
- Genevieve Hamper : Marie de Rohan (Duchesse de Chevreuse)
- Mary MacLaren : Anne d'Autriche
- Gustav von Seyffertitz : Clom
- Sidney Herbert : Frère Joseph
- Arthur Housman : Captaine La Rolle
- Paul Panzer : Lieutenant français
- Charles Judels : Antoine
- George Nash : Jules
- Evelyn Gosnell : Madame de Cocheforet